# Абсолютно чорне тіло
Абсолю́тно чо́рне ті́ло — фізична абстракція, що вживається у термодинаміці; тіло, яке цілком поглинає проміння (всіх довжин хвиль), що падає на нього.  Тіло, що є ідеальним випромінювачем та поглиначем електромагнітного випромінення, абсорбтанс якого α(λ) = 1 при всіх довжинах хвиль, напрямках та температурах. Густина енергії та спектральний склад випромінення одиницею поверхні такого тіла залежать тільки від його температури.

## Загальний опис
Не зважаючи на назву, абсолютно чорне тіло може випускати теплове випромінювання. Спектр випромінювання абсолютно чорного тіла визначається тільки його температурою. Практичною моделлю чорного тіла може бути порожнина з невеликим отвором і зачорненими стінками, оскільки світло, що потрапляє крізь отвір в порожнину, зазнає багатократних віддзеркалень і сильно поглинається. Глибокий чорний колір деяких матеріалів (деревного вугілля, чорного оксамиту) і зіниці людського ока пояснюється тим же механізмом.
Абсорбтанс такого тіла α(λ) = 1 при всіх довжинах хвиль, напрямках та температурах. Густина енергії та спектральний склад випромінення одиницею поверхні такого тіла, залежать тільки від його температури.
Термін введений Густавом Кірхгофом у 1862 році.
З поміж фізично існуючих матеріалів найбільш близьким до абстрактного абсолютно чорного тіла є Vantablack, що поглинає 99,965% випромінювання.

## Закон випромінювання Планка
Інтенсивність випромінювання абсолютно чорного тіла залежно від температури й частоти визначається законом Планка:
{\displaystyle I(\nu )={\frac {2h\nu ^{3}}{c^{2}}}{\frac {1}{\exp(h\nu /kT)-1}}}
де {\displaystyle I(\nu )d\nu } — потужність випромінювання на одиницю площі поверхні випромінювання на одиницю тілесного кута у діапазоні частот від {\displaystyle \nu } до {\displaystyle \nu +d\nu }
Пік спектра випромінення зсувається в сторону коротших хвиль при підвищенні температури.

## Закон Стефана — Больцмана
Загальна енергія теплового випромінювання визначається законом Стефана — Больцмана:
{\displaystyle F=\sigma T^{4}\,\!},
де {\displaystyle F} — потужність на одиницю площі поверхні випромінювання, а
{\displaystyle \sigma ={\frac {2\pi ^{5}k^{4}}{15c^{2}h^{3}}}\simeq 5,6704\cdot 10^{-8}} Вт/(м²·К4) — стала Стефана — Больцмана.

## Закон зміщення Віна
Довжина хвилі, при якій енергія випромінювання максимальна, визначається законом зміщення Віна:
{\displaystyle \lambda _{\max }={\frac {0{,}002898}{T}}}
де T — температура в кельвінах, а {\displaystyle \lambda _{\max }} — довжина хвилі з максимальною інтенсивністю у метрах.
Видимий колір абсолютно чорних тіл з різною температурою представлений на діаграмі праворуч.

## Виготовлення тіла

Рух променів світла в абсолютно чорному тілі

Штучно можна виготовити практично абсолютно чорне тіло, вичорнивши внутрішню поверхню нагрітого до певної температури непрозорого тіла з порожниною і малим отвором. Всякий промінь, проходячи крізь отвір А у порожнину С, назад практично не виходить, бо зазнає багаторазового відбиття і поглинання. Отже, отвір А поглинає проміння так, як абсолютно чорне тіло.
Слід відзначити, що геометричні розміри абсолютно чорного тіла накладають природні обмеження на довжину електромагнітної хвилі, що може розповсюджуватися в ньому. Дійсно, якщо довжина хвилі більша за розміри чорного тіла, то вона в ньому просто не зможе відзеркалюватись від стінок. Цей факт особливо важливий в космології, при моделюванні Всесвіту, у вигляді абсолютно чорного тіла на ранніх етапах розвитку, особливо при розгляді реліктового випромінювання.

## Використання в фізиці
Поняттям абсолютно чорного тіла широко користуються в астрофізиці. Випромінювання Сонця близьке до випромінювання такого тіла з температурою 6000К. Увесь Всесвіт пронизаний так званим реліктовим випромінюванням, близьким до випромінювання абсолютно чорного тіла з температурою 3К. Порівняння повного випромінювання зірок з випромінюванням такого тіла, дозволяє наближено оцінити ефективну температуру зірки. Відхилення випромінювання зорі від випромінювання абсолютно чорного тіла часто буває досить помітним. У глибині Сонця та зірок, нагрітих до десятків мільйонів градусів, випромінювання з високою точністю відповідає такому випромінюванню.
Для практичної реалізації моделі абсолютно чорного тіла необхідно забезпечити можливість рівномірного нагрівання стінок порожнини та вихід випромінювання назовні через малий отвір. Одним із перших експериментальних взірців чорного тіла був прилад виготовлений Люммером та Прінгсгеймом. Він являв собою металічну посудину з подвійними стінками (подібно до термостата). Простір між стінками використовувався як «температурна лазня» для підтримування певної та рівномірної температури. Це досягалося шляхом пропускання пари киплячої води або для низьких температур — шляхом наповнення льодом, твердою вуглекислотою, рідким повітрям тощо.
Для дослідження випромінювання при високих температурах використовувалося чорне тіло іншої конструкції. Циліндр із платинової жерсті, через який подається електричний струм, потрібен для рівномірного нагрівання внутрішнього порцелянового циліндра. Температура всередині циліндра вимірювалась термопарою, а діафрагми запобігали охолодженню проникаючим повітрям.
За допомогою подібних простих приладів — моделей чорного тіла, були експериментально досліджені закони випромінювання, точно визначені його константи та вивчено спектральний розподіл яскравості.